# Vox Balaenae
Vox Balaenae is een compositie die George Crumb in 1971 schreef voor drie gemaskerde spelers. Vox balaenae betekent "walvisgeluiden".

## Compositie
Crumb hoorde op een gegeven moment een tape met opgenomen geluiden van bultruggen. Deze geluiden heeft hij omgezet in deze compositie voor dwarsfluit, cello en piano; alle elektronisch versterkt. Fluit en cello spelen de "walvispartij" en de arpeggios op de piano staat voor het water.

De musici moeten gemaskerd zijn om de invloed van de mens zo klein mogelijk te houden. Het liefst heeft de componist dat het werk wordt uitgevoerd in blauw licht om een gevoel van oceaan op te roepen.
De instrumenten geven zodanige klanken af dat de geluiden inderdaad doen denken aan die van walvissen.
De compositie bestaat uit 5 delen (voorwoord, drie variaties en een nawoord) die aaneengesloten worden gespeeld. Ze zijn genoemd naar geologische tijdperken. Het werk duurt circa 19 minuten.

## Bron
- Uitgave van Naxos